# Michael Houlie
Michael Houlie (Fokváros, 2000. június 27. –) ifjúsági olimpiai bajnok dél-afrikai úszó.

## Élete
Hétévesen kezdett el úszni, 12 éves korától már versenyszerűen. 2017 nyarán részt vett az indianapolisi junior úszó-világbajnokságon, ahol 100 méter mellen – a 71 fős mezőnyben – a 8. helyen végzett, 50 méteren pedig a 7. helyet szerezte meg.
2018 áprilisában a 4 × 100-as vegyes váltó tagjaként bronzérmes lett az ausztráliai nemzetközösségi játékokon, míg 50 mellen a 6., 100 mellen pedig – holtversenyben a kanadai Elijah Wallal – a 10. helyen csapott be a célba.
18 évesen tagja volt a 2018-as, Buenos Airesben zajló nyári ifjúsági olimpiai játékokon szereplő dél-afrikai csapatnak, s a játékok nyitóünnepségén ő vihette hazája zászlaját. Az 50 méteres mellúszás fináléját követően – aranyéremmel a nyakában, Chad le Clos 2010-es győzelme után az ország úszósportjának második aranyát szerezve meg – a dobogó legfelső fokára állhatott fel, ugyanakkor a 100 méter mell mezőnyét az 5. helyen zárta, 200 méteren 26. lett.
A 2019-es kínai Kvangdzsuban rendezett úszó-világbajnokságon 50 méter mellen a 19., a férfi 100 méteres mellúszók mezőnyében pedig – a horvátok ifjúsági olimpiai bajnokával, Nikola Obrovaccal holtversenyben – a 29. helyen végezett.
A 2019. évi Afrikai játékokon Rabatban négy érmet gyűjtött be, 50 méter mellen, valamint a 4 × 100-as vegyes váltóval és a vegyes 4 × 100 méteres vegyes váltóval aranyérmet, míg 100 méter mellen bronzérmet.